# Taunusstein
Taunusstein is een gemeente in de Duitse deelstaat Hessen, gelegen in de Rheingau-Taunus-Kreis. De stad telt 30.068 inwoners.

## Geografie
Taunusstein heeft een oppervlakte van 67,03 km² en ligt in het centrum van Duitsland, iets ten westen van het geografisch middelpunt.

## Plaatsen in de gemeente Taunusstein
- Bleidenstadt
- Hahn
- Hambach
- Neuhof
- Niederlibbach
- Orlen
- Seitzenhahn
- Watzhahn
- Wehen
- Wingsbach

Aarbergen ·
Bad Schwalbach ·
Eltville am Rhein ·
Geisenheim ·
Heidenrod ·
Hohenstein ·
Hünstetten ·
Idstein ·
Kiedrich ·
Lorch ·
Niedernhausen ·
Oestrich-Winkel ·
Rüdesheim am Rhein ·
Schlangenbad ·
Taunusstein ·
Waldems ·
Walluf